# Westmorland
Westmorland var et grevskab i det nordvestlige del af England, med et indbyggertal (pr. 1961) på 67.180..